# Eilenstedt
Eilenstedt is een plaats en voormalige gemeente in de Duitse deelstaat Saksen-Anhalt, en maakt deel uit van de Landkreis Harz.

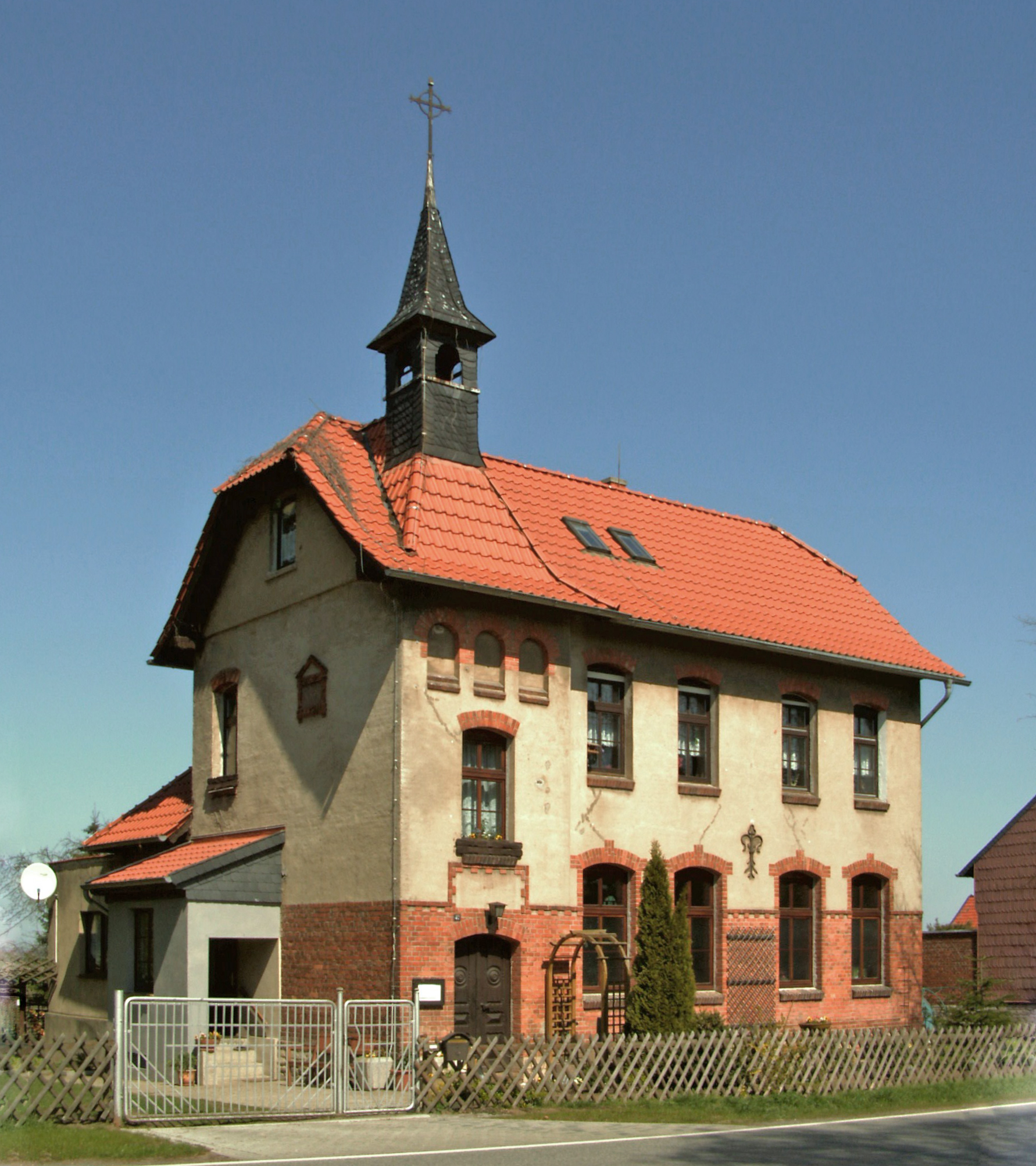
Katholiek missiehuis en kapel in Eilenstedt

Eilenstedt telt 1.279 inwoners.